# Yoshimi Ozaki
Pour les articles homonymes, voir Ozaki (homonymie).
Yoshimi Ozaki (尾崎 好美), née le 1er juillet 1981 dans la préfecture de Kanagawa, est une athlète japonaise, spécialiste du fond, des courses sur route, du cross-country et du marathon.
Son club est le Daiichi Seimei. Elle mesure 1,54 m pour 41 kg.
Elle arrive 19e des Championnats du monde de cross-country 2006.
Elle est deuxième du marathon de Nagoya en 2008, lors de son tout premier marathon en 2 h 26 min 19. Son meilleur temps sur marathon est de 2 h 23 min 30 s obtenu lors à Tokyo le 16 novembre 2008, lors de son second marathon qu'elle gagne. Elle remporte la médaille d'argent aux Championnats du monde de Berlin en 2 h 25 min 25 s, à dix secondes de la première, la Chinoise Bai Xue.